# Pico Chorote
El Pico Chorote (9°01′00″N 70°33′00″O / 9.0167, -70.55) es una formación de montaña ubicada en el extremo sur del Estado Trujillo, Venezuela. A una altitud de 3.413 m. s. n. m., el Pico Chorote es una de las montañas más altas en Trujillo. Constituye parte del límite norte de la cordillera que baja desde el Alto del Arenal a poca distancia del límite sur con el estado Lara y el límite nordeste con el estado Barinas.

## Geografía
El Pico Chorote se encuentra a un costado del Paso de Palmarito, un extenso conglomerado rocoso subyacente a la cuenca del río Cachirí y que va desde los Andes merideños hasta la Serranía del Perijá. Basado en estudios de la región, el conglomerado del Chorote y sus alrededores constituyen lutitas marinas. En los alrededores de la carretera de Mucuchachí a Santa Bárbara de Barinas por el Pico Chorote hacia el Alto del Arenal la acumulación es parte roca clástica con continuidad que va de arenosa a limosa en donde se han encontrado fósiles de restos de plantas e invertebrados; que pasa luego a hacerse calcáreas donde han aparecido fósiles marinos.